# 索爾斯伯里 (印第安納州)
索爾斯伯里（英語：Solsberry）是位於美國印地安納州格林縣的一個非建制地區。該地的面積和人口皆未知。